# Wiley Ludeña Urquizo
Wiley Ludeña Urquizo, (n. Talavera de la Reyna, Perú, 1955) es un arquitecto y urbanista peruano especialista en desarrollo urbano. Es profesor de arquitectura, autor de numerosos libros sobre teoría de la arquitectura y urbanismo además de editor de diversas revistas como Tramma, U-Topicos y Con/texctos. En su investigación está especializado en historia y teoría del urbanismo y planes de desarrollo urbano en Perú y patrones de formación de los barrios en la ciudad peruana y latinoamericana del siglo XIX y siglo XX.

## Trayectoria
Estudió arquitectura en la Facultad de Arquitectura y Urbanismo de la Universidad Ricardo Palma, realizó su maestría en Diseño Arquitectónico en la Facultad de Arquitectura, Urbanismo y Artes de la Universidad Nacional de Ingeniería (1986) y se doctoró en Urbanismo en la Universidad Técnica Hamburg-Harburg (Alemania) con una tesis sobre la historia urbanística de Lima republicana del período 1821-1950.
Desde 1978 es profesor en la Facultad de Arquitectura y Urbanismo de las universidades Ricardo Palma y desde 1986 de la Nacional de Ingeniería. También ha dado clases en la Escuela Nacional de Arte Dramático y la Escuela Nacional Superior Autónoma de Bellas Artes de Perú. Dirige el Taller de Investigaciones en la facultad de Arquitectura de la Pontificia Universidad Católica del Perú. Imparte la docencia en la Maestría de Arte Latinoamericano de la Universidad Nacional Mayor de San Marcos y fue fundador y director de la Maestría en Renovación Urbana en la Universidad Nacional de Ingeniería durante el período 1998 y el 2003.
En el ámbito internacional es profesor visitante en la Facultad de Arquitectura de la Technische Universität Berlin, el Programa de Pos Graduação em Urbanismo de la Universidad Federal do Rio de Janeiro, el Instituto de Estudios Urbanos de la Pontificia Universidad Católica de Chile y la cátedra Walter Gropius de la Universidad de Buenos Aires.
Ha sido responsable de las secciones de crítica de la arquitectura y urbanismo en los periódicos El Observador, La Razón y La República. Fundador y director de diversas publicaciones como Tramma, U-topicos y Con/textos, publicación académica de la Sección de Postgrado de la Facultad de Arquitectura, Urbanismo y Artes de la Universidad Nacional de Ingeniería.

## Producción teórica
Ludeña propone tres etapas históricas, filosóficas y teóricas en la arquitectura peruana, basado en los planteamientos de Augusto Salazar Bondy (1967) y David Sobrevilla (1980), categoriza el pensamiento arquitectónico peruano en base a las concepciones reinantes en la arquitectura  en distintos momentos de su historia. En el caso de la primera etapa, hace referencia a los textos de Teodoro Elmore, Lecciones de Arquitectura (1876); Richardo Malachowski, Teoría de la Arquitectura (1910), Héctor Velarde, Nociones y elementos de arquitectura (1933), Alejandro Deustua, Lo Bello en el Arte. La arquitectura (1932),y Luis Miró Quesada, Espacio en el tiempo (1945),  entre otras obras. Este periodo muestra un cambio progresivo desde el Academicismo hasta el Modernismo.
El segundo momento, que inicia en la década del 70, está marcado por el marxismo, corriente que empieza a ingresar con fuerza en distintas disciplinas, también lo hace en la arquitectura, donde se comienza a reflexionar a partir de sus postulados. Sin embargo, Ludeña critica  que los textos que nacen de esta interpretación suelen caer en un simplismo, mecanicismo y especulación que limitan su desarrollo. Estos estudios no logran marcar un gran impacto en la arquitectura. En esta etapa resaltan el trabajo de Javier Sota, Arquitectura y Sociedad (1968), el de Jorge Ruíz de Somocurcio (1979), o el de Raúl Quiñones, Arquitectura y análisis histórico (1979).
El tercer momento, etapa que tiene como inicio el segundo gobierno de Belaunde y que actualmente se sigue desarrollando, se caracteriza por el regreso a un pensamiento más conservador, pues ya no se hace referencia a criterios de orden social, político y económico en la formación de los arquitectos, lo cual, según Ludeña, lo vuelve un discurso un tanto limitado.

## Premios y distinciones
- 1986: Premio Nacional de Investigación en arquitectura en la IV Bienal de Arquitectura Peruana.[5]
- 1986: Premio Nacional de Crítica Arquitectónica

## Publicaciones
- 1983: Las Torres de San Borja o el ocaso de la urbanística
- 1996: Vivir en el Centro. Vivienda de inquilinato en metrópolis de América Latina
- 1990: De la Utopía a la Apatía. Reflexiones acerca de un itinerario académico en arquitectura.
- 1995: Universität and partizipative Stadterneuerung - Die projekte Barranco und Andahuaylas in Peru
- 1996: Lima: Städtebau und Wohnungswesen. Die Interventionen des Staates. 1821 - 1950
- 1996: Vivir en el centro. Vivienda de inquilinato en metrópolis de América Latina
- 1997: Ideas y arquitectura en el Perú del siglo XX: Teoría, historia, crítica
- 2000: La racionalidad ingeniero arquitectural
- 2001: Fernando Belaúnde Terry y los inicios del urbanismo moderno en el Perú
- 2001: Arquitectura : repensando a Vitruvio y la tradición occidental
- 2003: Pedagogías de una nueva modernidad
- 2004: Tres buenos tigres : Piqueras-Belaúnde-La Agrupación Espacio : vanguardia y urbanismo en el Perú del siglo XX
- 2004: Lima : historia y urbanismo en cifras, 1821-1970
- 2005: Arquitecturas confrontacionales
- 2007: La Pedagogía de la resistencia. Pedagogy of resistance
- 2010: Ahora sabemos que Lima es milenaria
- 2011: Lima. Reestructuración Económica y transformaciones urbanas. Período 1990-2005
- 2012: Prácticas de la arquitectura. Architecture in practice. Seminario 2011
- 2013: Lima y espacios públicos. Perfiles y estadística integrada 2010.